# Starigrad (Koprivnica)
Starigrad es una localidad de Croacia en la ciudad de Koprivnica, condado de Koprivnica-Križevci.

## Geografía
Se encuentra a una altitud de 147 m s. n. m. a 96,5 km de la capital nacional, Zagreb.

## Demografía
En el censo 2011, el total de población de la localidad fue de 2386 habitantes.
| Gráfica de población de Starigrad 1857-2011                         |
|                                                                     |
| Según los censos de población de la oficina estadística de Croacia. |